# Цвіткове (Курманський район)
Цвітко́ве (до 1945 року — Чече; крим. Çeçe) — село Курманського району Автономної Республіки Крим.